# Opir
Der Fluss Opir (ukrainisch Опір, russisch О́пир, polnisch Opór) ist ein rechter Nebenfluss des Stryj in der ukrainischen Oblast Lwiw.
Der Opir entspringt in den Waldkarpaten unweit von Oporez und mündet bei Werchnje Synjowydne in die Stryj.
Die Länge der Opir beträgt ca. 58 km, sein Einzugsgebiet umfasst rund 843 km². Er ist bis zu 1,2 m tief.